# Deuxième guerre du Tayasal
Conquête espagnole de l'Amérique centrale.
La seconde guerre du Tayasal est le fruit des tentatives d'annexion de cet État maya par les Espagnols menée entre 1685 et 1697. Plusieurs expéditions espagnoles sont envoyées contre cet État maya. Elles parviennent finalement à en faire la conquête le 13 mars 1697.

## Historique
Auparavant, entre 1521 et 1546, les Espagnols, jouant de leur supériorité technologique et des divisions entre Mayas avaient fait la conquête de l'essentiel des États mayas. L'État du Tayasal, pourtant bien défendu car situé sur une île au milieu d'un lac, fut même visité en 1526 par Cortés. Cependant, celui-ci dut rapidement faire mouvement vers le Honduras négligeant ce petit État. Les Itzas du bassin de Petén, territoire peu peuplé et isolé par des jungles, en profitèrent pour recouvrer leur indépendance. Tayasal devint leur capitale.
En 1618, les moines franciscains découvrirent que les Itzas de Tayasal vénéraient encore les dieux méso-américains. De plus, les habitants refusèrent de se convertir au christianisme. Une première guerre eut lieu de 1622 à 1624 mais les deux expéditions lancées par le gouverneur du Yucatan tombèrent dans des embuscades et furent anéanties.
L'effort espagnol pour s'emparer de la ville reprit vers la fin du XVIIe siècle. Plusieurs expéditions (1685, 1687, 1691 et 1695) entrecoupées de visites de missionnaires furent envoyées sans succès contre la ville. La mission de 1696 se heurta encore au refus du canek (roi) de Tayasal même si elle enregistra quelques conversions parmi les habitants.
Les Espagnols décidèrent alors en 1697 de lancer une expédition d'importance composée de 325 Espagnols et de plusieurs milliers d'auxiliaires indiens sous la direction de Martin de Ursúa. Aidée par un important train de mules, la colonne arriva sur les rives du lac Petén où elle assembla son artillerie ainsi qu'un petit navire amené en pièces détachées. La ville assiégée tomba le 13 mars. Ses monuments et sa bibliothèque furent incendiés et détruits. Certains Itzas vécurent cachés pendant plusieurs années dans les jungles alentour.